# 東京鎮魂歌
『東京鎮魂歌』（トーキョー・レクイエム）は、中村錦作の成人向け漫画作品。『月刊COMIC MUJIN』（ティーアイネット刊）に連載され、同社から単行本が刊行されている。また、それを原作とするアダルトアニメ作品。

## ストーリー
謎の国際犯罪組織が新しい世界を呼び起こすため、精霊との霊的複合体である4人の巫女に捕われている。政府の特務機関で実情を知らなかったため、特殊能力部隊の零課に出動し、4人の巫女に保護されている。

## 登場人物
南部 博人（なんぶ ひろと）
声 - 重谷麻也
特殊能力部隊の一人で、コードネームは「アベンジャー」。神代焔邑を守る。
神代 焔邑（かみしろ ほむら）
声 - 野村亜紀
「生と死」を司る火の巫女（ヒノミコ）。元気な性格の少女で、容姿は赤色の髪にロングヘア。逃走途中に犯罪組織からの風の精霊・シルフの羽根が体内に埋め込まれている。
月読 静流（つくよみ しずる）
声 - 山口麻里
「探知」を司る水の巫女（ミズノミコ）。物静かな性格の美女で、容姿は青色の髪にロングヘア。特殊能力部隊の一人であり、コードネームは「フォーチュン」。
天野 雲母（あまの きらら）
土の巫女（ツチノミコ）。容姿は茶色の髪にショートヘア。物語冒頭に彼女が捕獲した。
栗尾 明日香（くりお あすか）
声 - 柏倉れん
風の巫女（カゼノミコ）。容姿は緑色の髪にロングヘア。
黒田 レイ（くろだ レイ）
声 - 真琴のあ
デューク

久遠（くえん）
声 - 二見渚
沙羅（さら）
声 - 麗羅
大久保（おおくぼ）
声 - 君津貴昭
加賀（かが）

POPE（ポープ）
声 - 安藤静

## 作中用語
- 精霊との魂的融合体
- 霊的複合体
- 神の力
- エージュント
- ゴールデン・コンパージェンス
- 聖魔鏡
- 風の精霊シルフの羽根
- 熊野三山の牛王神符
- 魂の欠片
- 鎮魂術
- 黑い闇の奴
- 不死鳥の力
- 売春組織

## 単行本
- 東京鎮魂歌 （2003年4月7日初版発行・Mujin Comicsティーアイネット 中村錦・著） ISBN 4-88774-085-9
  - 第1話 〜生け贄〜
  - 第2話 〜因縁〜
  - 第3話 〜遺魂〜
  - 第4話 〜失憶〜
  - 第5話 〜供物〜
  - 第6話 〜熔交〜
  - 第7話 〜覚醒〜
  - 第8話 〜神奥〜
  - 第9話 〜しづやしづ賎の苧環繰返し〜
  - Night of Blind（前・後編）
原案協力：よびりん、上水さとし

## アダルトアニメ
中村錦による原作のアダルトアニメ化作品第1弾で、2005年から2006年までmilkyより全2巻（18禁）が発売された。物語も未完結の状態であるが、第2話（最終幕）以降終了となった。また、第2話のエンディングは次回予告というシーンを見せていた。

### スタッフ
- 原作・漫画 - 中村錦（『東京鎮魂歌』ティーアイネット刊）
- レーベル - ミルキーレーベル
- キャラクター設定 - 加野晃
- 美術 - 平牟禮好空、東厚治
- 色彩設定・色指定 - 宮本敏行
- 撮影 - デジタルギア
- 編集 - 加納美樹
- プロデューサー - 渡来猛人
- アニメーション制作 - スタジオジャム
- 製作 - イメージハウス
- 製作・発売 - 「東京鎮魂歌」製作委員会
- 販売 - 株式会社GPミュージアムソフト

### 各巻リスト
| 話数   | サブタイトル | 脚本     | 絵コンテ | 演出     | 作画監督 | DVD発売日     |
| ------ | ------------ | -------- | -------- | -------- | -------- | ------------- |
| 第一話 | 淫性の処術   | 本田一行 | 本田一行 | 本田一行 | 本田一行 | 2005年4月25日 |
| 最終幕 | 淫性の宿命   | 中原虎蔵 | 倉井桜子 | 川野蛍   | 川野蛍   | 2006年3月25日 |

### 関連商品
- 東京鎮魂歌 北米正規版DVD（全1卷・片面2層ティスク）